# Sant Bartomeu de la Ginebrosa
Sant Bartomeu és una església gòtica amb una portalada renaixentista i interiors barrocs al municipi de la Ginebrosa (Baix Aragó).
La primera església documentada a la Ginebrosa és del segle xiii i devia ser romànica. L'edifici d'estil gòtic tardà actual que la substituí als segles XIV i XV és d'una sola nau amb capelles entre els contraforts i capçalera poligonal.
La portalada renaixentista és als peus del temple, amb un arc de mig punt motllurat i voltat per dues pilastres estriades que suporten un entaulament i un gran frontó triangular amb una fornícula.
Al segle xvii es van construir els dos darrers trams de la volta, amb volta de creueria estrellada, es va construir un cor alt als peus, sobre un arc rebaixat, i es va cobrir l'interior de l'església amb estucats i pintures. Als peus de l'església, al costat de l'evangeli, s'aixeca la torre del campanar.